# Women’s International Zionist Organisation

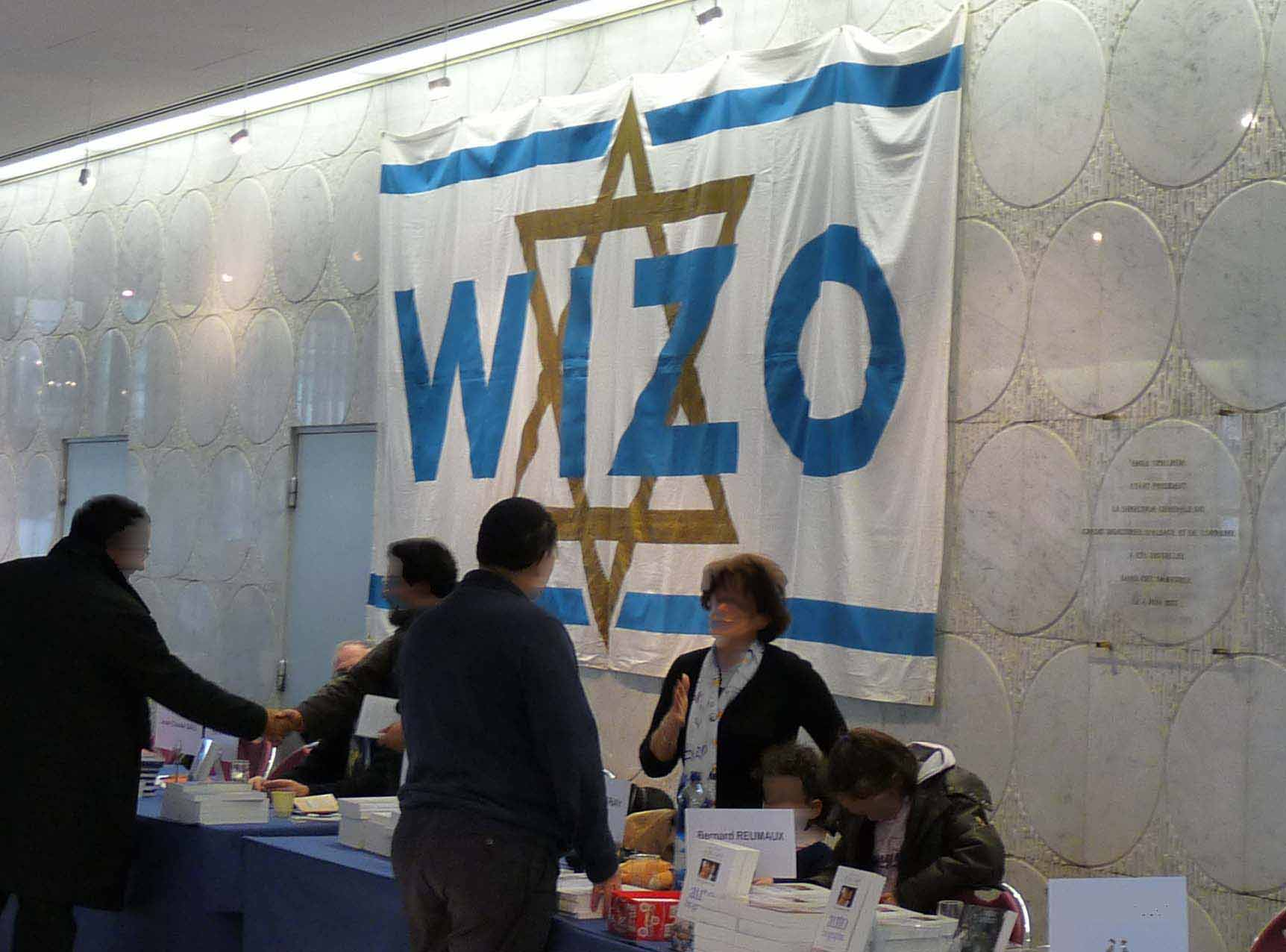
WIZO-Strasbourg

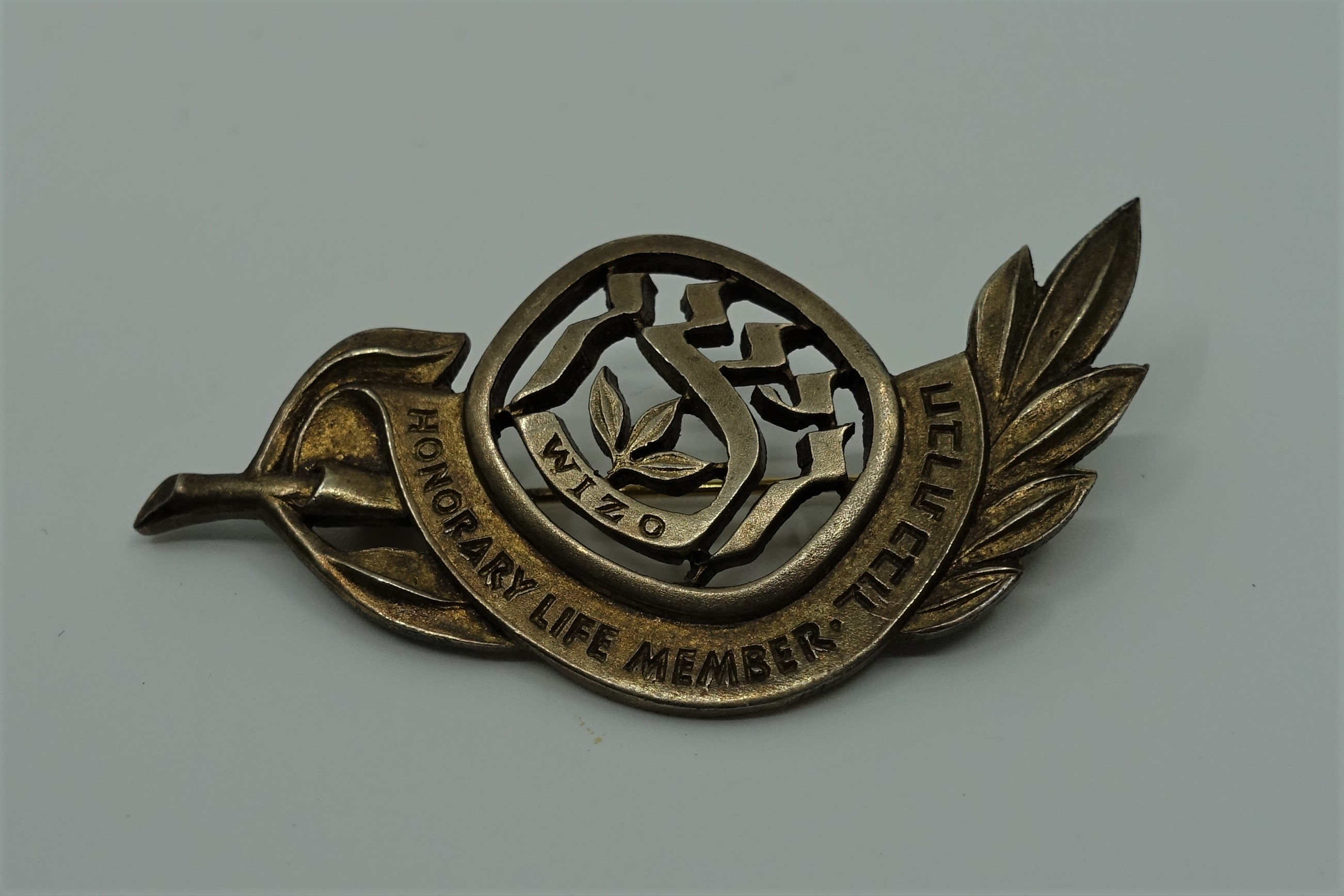
Ehrenabzeichen der WIZO von Betty Halff-Epstein, Sammlung des Jüdischen Museums der Schweiz (Basel)

Women’s International Zionist Organisation (WIZO) ist eine international tätige, karitative Frauenorganisation mit Verbänden in 50 Ländern, 800 Institutionen und etwa 250.000 Mitgliedern. Sie ist die größte internationale Frauenorganisation der Welt. Die WIZO ist von den Vereinten Nationen als nichtstaatliche Organisation anerkannt und hat einen Konsultativstatus im Wirtschafts- und Sozialrat (ECOSOC) der Vereinten Nationen und in der UNICEF.

## Ziele
Die WIZO nimmt sich in zahlreichen Projekten der Frauen, Kinder und Jugendliche, Neu-Einwanderer und älteren Menschen in Israel an ungeachtet deren Nationalität und Religionszugehörigkeit.
Hauptanliegen sind Integration und Wohlergehen von Müttern und Kindern. Zu diesem Zweck unterhält sie Beratungsstellen für Frauen, Kindertagesstätten sowie Jugendzentren.
Für Senioren werden Betreuungs- und Wohnmöglichkeiten geboten. Neueinwanderer erhalten umfassende Hilfe bei der privaten und beruflichen Integration.

## Geschichte

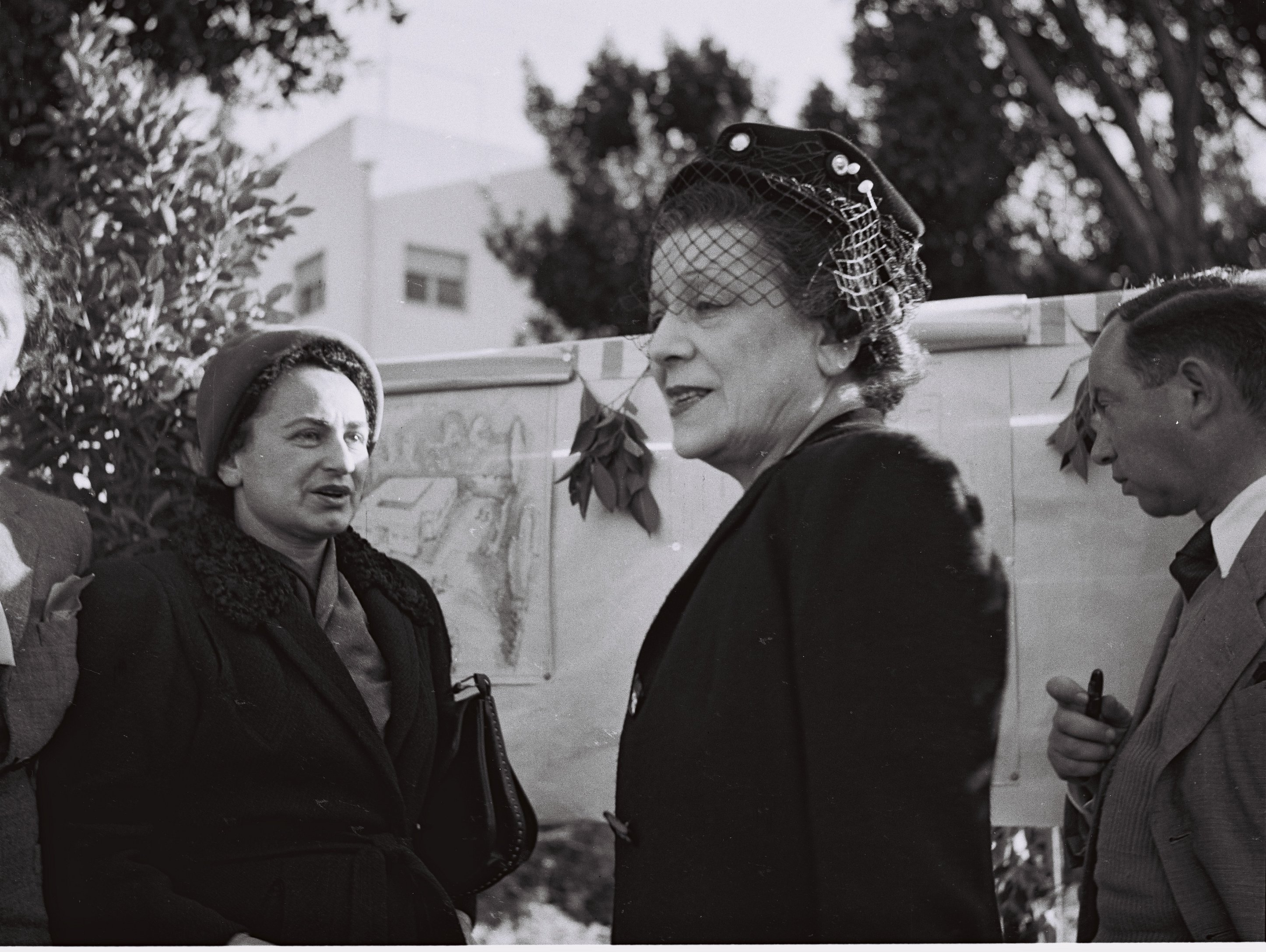
Vera Wiezmann, Mitgründerin der Organisation bei der Eröffnung eines WIZO-Kindergartens in Rechovot (1946)

Die WIZO wurde 1920 in Großbritannien durch Rebecca Sieff, Vera Weizmann (Gattin von Chaim Weizmann), Edith Eder, Romana Goodman und Henrietta Irwell gegründet. Ziel war es ursprünglich ein Dachverband für alle zionistischen Frauen der Welt zu sein. 1949 wurde der Hauptsitz von London nach Israel verlegt.
1951 wurde auf Betreiben der WIZO das Gleichstellungsgesetz für Frauen im israelischen Parlament verabschiedet.
1991 trat das Gesetz zur Bekämpfung von häuslicher Gewalt in der Familie in Kraft, an dem die WIZO maßgeblich beteiligt war.

## WIZO Deutschland
Seit 1960 gibt es die Wizo auch in Deutschland.
Die WIZO Deutschland betreut in Israel zahlreiche Projekte. Die meisten sind der Erziehung von Kindern gewidmet, wie Tageszentren, Kindergärten, Schulen, Internate und Therapiezentren. Jugendliche werden in Jugendclubs betreut. Für Frauen reicht das Hilfsangebot von Krisenmanagement wie Frauenhäusern, telefonische Hotlines, über juristische Beratungsstellen, bis hin zu politischen Schulungszentren. In jenen Ausbildungsstätten sollen Frauen ermutigt werden, sich politisch weiterzubilden und sich auf lokaler oder nationaler Ebene zu engagieren und/oder für öffentliche Ämter zu kandidieren.
Das wichtigste Projekte der WIZO Deutschland ist das Theodor-Heuss-Müttergenesungsheim in Herzlia das 1967 gegründet wurde.

## WIZO Österreich
Im Jahr 1921 wurde der 1899 gegründete zionistische Frauenverein in Österreich der internationalen Organisation eingegliedert. Im Jahr 1938 hatte die Bewegung etwa 1.850 Mitglieder, davon 1.600 in Wien. Nach dem Jahr 1945 wurde WIZO in Österreich neu organisiert und aufgebaut.
Funktionärinnen der Bewegung waren beispielsweise Erna Patak und Martha Hofmann.